# Sixth and a Half Avenue

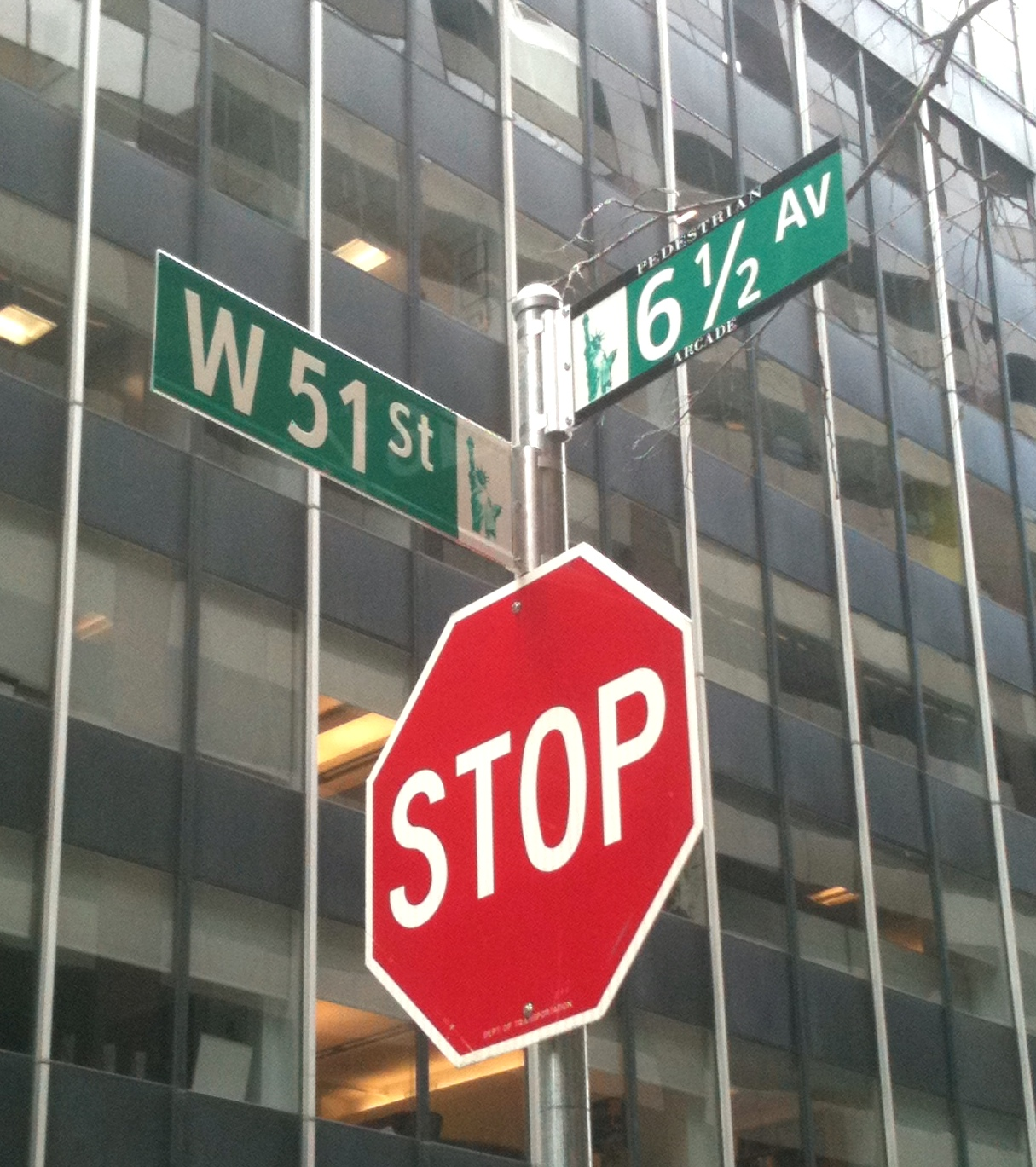
Panneau indicateur de l'« Avenue 6 1/2 ».

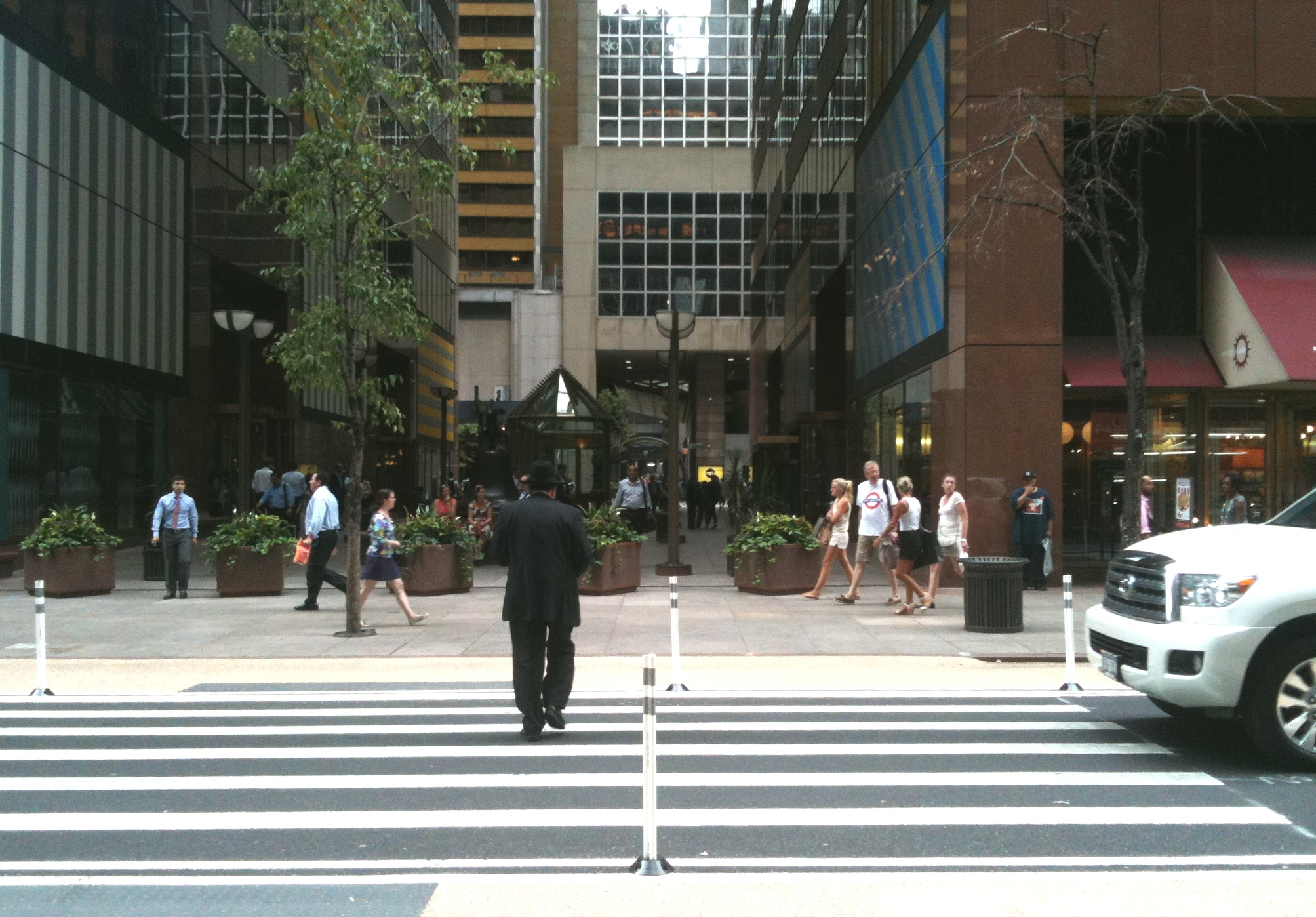
Sixth and a Half Avenue depuis la.

La Sixth and a Half Avenue (« avenue Six et demie ») est une avenue piétonnière de New York. 

## Situation et accès
Cette voie piétonnière de Manhattan est située entre la 51e et la 57e Rue, à mi-chemin entre la Sixième et la Septième Avenue.

## Origine du nom
Le nom « Sixth and a Half Avenue » fait référence à sa position entre la Sixième et la Septième Avenue, dans un espace qui était auparavant constitué de passages privés.

## Historique
Son nom initial lors de sa création en 2011 était « Holly Whyte Way » en hommage à l'urbaniste William H. Whyte. Le projet, d'un coût de 60 000 dollars, a été terminé en 2012 le nom inédit dans le système de numérotation des rues de « Sixth and a Half Avenue » est officialisé.